# Горња Пецка
Горња Пецка је насељено мјесто у општини Мркоњић Град, Република Српска, БиХ. Према попису становништва из 2013. године, у насељу је живјело 119 становника.

## Географија
Смјештена је на надморској висини од 610 метара.

## Историја
На овом подручју се у 3. вијеку налазио римски град Сарнаде, до кога је водио пут (који је касније назван Турмански пут) који је повезивао Сплит и Сремску Митровицу. Село се у турским документима помиње под именом „Козаре“.

## Становништво
Према службеном попису становништва из 1991. године, Горња Пецка је имала 369 становника. Срби су чинили око 99% од укупног броја становника.
|             | 2013.        | 1991.        | 1981.        | 1971.        |
| Укупно      | 119 (100,0%) | 369 (100,0%) | 655 (100,0%) | 832 (100,0%) |
| Срби        | 118 (99,16%) | 364 (98,64%) | 654 (99,85%) | 831 (99,88%) |
| Хрвати      | 1 (0,840%)   | –            | –            | –            |
| Остали      | –            | 5 (1,355%)   | –            | 1 (0,120%)   |
| Југословени | –            | –            | 1 (0,153%)   | –            |

## Знамените личности
- Милан Васић, академик, историчар
- Гојко Пијетловић, ватерполиста
- Душко Пијетловић, ватерполиста